# دمیترو بورش
دمیترو بورش (اوکراینی: Дмитро Володимирович Борщ؛ زادهٔ ۲۲ ژوئن ۱۹۹۴) بازیکن فوتبال است.